# Periophthalmodon septemradiatus
A Periophthalmodon septemradiatus a csontos halak (Osteichthyes) főosztályának sugarasúszójú halak (Actinopterygii) osztályába, ezen belül a sügéralakúak (Perciformes) rendjébe, a gébfélék (Gobiidae) családjába és az iszapugró gébek (Oxudercinae) alcsaládjába tartozó faj.

## Előfordulása
A Periophthalmodon septemradiatus előfordulási területe Ázsia indiai- és csendes-óceáni partjain van. India, Mianmar, Thaiföld, Sarawak és Indonézia partvidékein található meg.

## Megjelenése
Ez az iszapugró géb legfeljebb 10 centiméter hosszú. A mellúszóin 12-15 sugár van. A hasúszói nem forrtak össze tapadókoronggá. A pofáján nincsenek pikkelyek.

## Életmódja
Trópusi halfaj, amely egyaránt megél az édes- és brakkvízben is; a víz alá is lemerül. Az oxigént a levegőből veszi ki. A nagy folyók alsó szakaszában és ezek torkolatvidékein él.

## Felhasználása
A Periophthalmodon septemradiatusnak nincs halászati értéke.